# Van Williams
Van Williams é um baterista americano, mais conhecido por integrar a banda Nevermore de 1994 até 2011, quando deixou o grupo junto com o  guitarrista Jeff Loomis. Ele participou de todos os álbuns do Nevermore e foi o criador do logotipo da banda.
Após a saída do Nevermore, Willians tocou bateria e cantou no projeto musical Pure Sweet Hell, da qual já havia gravado em 2003 outro álbum. Em 2013 também gravou com a banda Ashes of Ares, que teve Matt Barlow, ex-Iced Earth, como vocalista. Em 2015 participou da banda de progressive metal Ghost Ship Octavius, que lançou seu primeiro álbum em 2015.
Ele também foi designer da Nintendo.

## Discografia

### Com oNevermore
- Nevermore (1995)
- In Memory (EP, 1996)
- Politics of Ecstasy (1996)
- Dreaming Neon Black (1999)
- Dead Heart in a Dead World (2000)
- Enemies of Reality (2003, remixed/remastered in 2005)
- This Godless Endeavor (2005)
- The Year Of The Voyager (2008)
- The Obsidian Conspiracy (2010)

### Com o Pure Sweet Hell
- The Voyeurs of Utter Destruction as Beauty (2003)
- Spitting At The Stars (2011)[4]

### Com o Ashes of Ares
- Ashes of Ares (2013)

### Com o Ghost Ship Octavius
- Ghost Ship Octavius (2015)

## Equipamento
Van Williams usa Kits de Baterias da Pearl, Pratos da Sabian e baquetas Vic Firth. 
| - 10x8"tom - 12x9"tom - 13x10"tom - 13x5.5"snare - 16x16"floor tom | - 22"Professional power ride - 18",20",professional power china - 8",10" rock splash - 17",18", rock crash - 8" raw bell - 13" rock hats - 14" regular hats |